# Kanton Millau-Est
Kanton Millau-Est (francouzsky Canton de Millau-Est) byl francouzský kanton v departementu Aveyron v regionu Midi-Pyrénées. Skládal se z obcí. Zrušen byl po reformě kantonů 2014. 

## Obce kantonu
- Aguessac
- Compeyre
- Millau (východní část)
- Paulhe